# Aubrey (Texas)
Pour les articles homonymes, voir Aubrey.
Aubrey est une municipalité américaine du comté de Denton au Texas. Au recensement de 2010, Aubrey comptait 2 595 habitants.